# Topi Sarparanta
Topi Torsten Sarparanta, né le 25 mai 1975 à Kouvola, est un coureur finlandais du combiné nordique.

## Biographie
Aux Championnats du monde junior 1994, il est médaillé d'argent à la compétition par équipes. Il participe à la Coupe du monde pour la première fois en cet hiver, se classant dans les dix premiers à plusieurs reprises dont avec une cinquième place à Sapporo. Il est treizième du classement général.
1994 est aussi l'année de sa participation aux Jeux olympiques de Lillehammer, où il est vingtième en individuel et huitième par équipes.
En décembre 1995, il remporte sa seule épreuve internationale dans la Coupe du monde B à Taivalkoski, avant de finir deux fois cinquième en Coupe du monde à Liberec et Trondheim.

## Palmarès

### Jeux olympiques d'hiver
| Épreuve / Édition | Épreuve / Édition | Lillehammer 1994 |
| Par équipes       | Par équipes       | 8e               |
| Individuel        | Individuel        | 20e              |

### Coupe du monde
- Meilleur classement général : 13e en 1994.
- Meilleur résultat : 5e.

#### Différents classements en Coupe du monde
| Année | Classement général final |
| 1994  | 13e                      |
| 1995  | 45e                      |
| 1996  | 22e                      |
| 1998  | 44e                      |

### Championnats du monde junior
- Médaille d'argent par équipes en 1994.

### Coupe du monde B
- 3 podiums, dont 1 victoire.